# Les Âmes nues
Les Âmes nues (titre original : Dial 1119) est un film américain réalisé par Gerald Mayer et sorti en 1950.

## Synopsis
Un jeune homme s'échappe d'un asile psychiatrique avec la ferme intention de tuer le médecin responsable de son enfermement. Il parvient à emprunter un autobus le conduisant vers Terminal City. Son étrange comportement retient l'attention des passagers. Lors d'une brève halte, il s'empare de l'arme du conducteur, dissimulée sous un pare-soleil. Alors que celui-ci tente de l'en empêcher, le jeune homme l'exécute froidement. Profitant de l'affolement général, il réussit à s'enfuir... Plus tard, il retrouve la résidence du psychiatre, mais celui-ci est absent. Dans l'attente, il se réfugie dans un bar avoisinant d'où il peut surveiller la demeure du médecin. Repéré comme l'assassin du conducteur de bus, le jeune homme prend alors les clients en otage.

## Fiche technique
- Titre du film : Les Âmes nues
- Titre original : Dial 1119
- Réalisation : Gerald Mayer
- Scénario : John Monks Jr. d'après une histoire de Hugh King et Don McGuire
- Photographie : Paul C. Vogel
- Format : Noir et blanc - 1,37 : 1
- Musique : André Previn
- Décors : William Ferrari, Cedric Gibbons
- Montage : Newell P. Kimlin
- Production : Richard Goldstone, MGM
- Pays d'origine :  États-Unis
- Langue originale : anglais
- Durée : 75 minutes
- Dates de sortie :
  - États-Unis : 3 novembre 1950
  - France : 16 novembre 1951

## Distribution
- Marshall Thompson : Gunther Wyckoff, le jeune psychopathe
- Virginia Field : Freddy
- Andrea King : Helen
- Sam Levene : Dr John D. Faron
- Leon Ames : Earl
- Keefe Brasselle : Skip
- Richard Rober : le capitaine de police
- James Bell : Harrison D. Barnes
- William Conrad : Chuckles, le barman
- Peter Leeds : le policier Martin
- John Alvin : le directeur de la télévision
- Hal Baylor : le lieutenant « Whitey » Tallman
- Richard Simmons : l'annonceur de la télévision
- Charles Wagenheim : un passant dans la rue

## Commentaires
« Aidé par l'efficace photo en noir et blanc de Paul C. Vogel, le chef-opérateur de La Dame du lac (1947) de Robert Montgomery, Gerald Mayer, neveu de Louis B. Mayer, se distingue par un ton ironique qui brise les conventions du huis clos. Le film se déroule essentiellement dans un bar et les habitués de celui-ci, loin d'être des victimes malheureuses, sont tous antipathiques. [...] La vraie surprise provient de Marshall Thompson qui était l'incarnation du jeune américain bien dans sa peau, la matinee idol par excellence. [...] Le découvrir en machine à tuer [...] était un choix audacieux et suicidaire, et Dial 1119 constituera son fardeau », écrit Samuel Blumenfeld, présentateur français de la collection Films criminels des Trésors Warner.